# Koprolit
A koprolit fosszilizálódott (megkövült) ürülék. A nyomfosszíliák közé tartozik, mely nem az élőlény valamilyen testrészéről (csont, karom, fog stb.), hanem valamilyen tevékenységéről, jelen esetben az étrendjéről, táplálkozási szokásairól, anyagcseréjéről, fiziológiájáról, viselkedéséről, elterjedési területéről stb. ad információkat.
A szó görög eredetű, melyet a kopriá (trágya) és lithos (kő) szavakból William Buckland (angol geológus, őslénykutató, teológus) alkotott meg 1829-ben (más források szerint 1835-ben), ezt megelőzően "bezoárkő" néven ismerték őket. 
Mary Anning amatőr paleontológus, fosszíliagyűjtő és -árusító figyelt fel először ezekre az őshüllő maradványok mellett talált furcsa formájú kövekre, és ő jött rá elsőként, hogy mik ezek. Buckland figyelmét is ő hívta fel rájuk.
Méretük néhány millimétertől több mint 60 centiméterig is terjedhet. Találtak már egy métert meghaladó példányt is, amit több ezer dollárért árvereztek el.

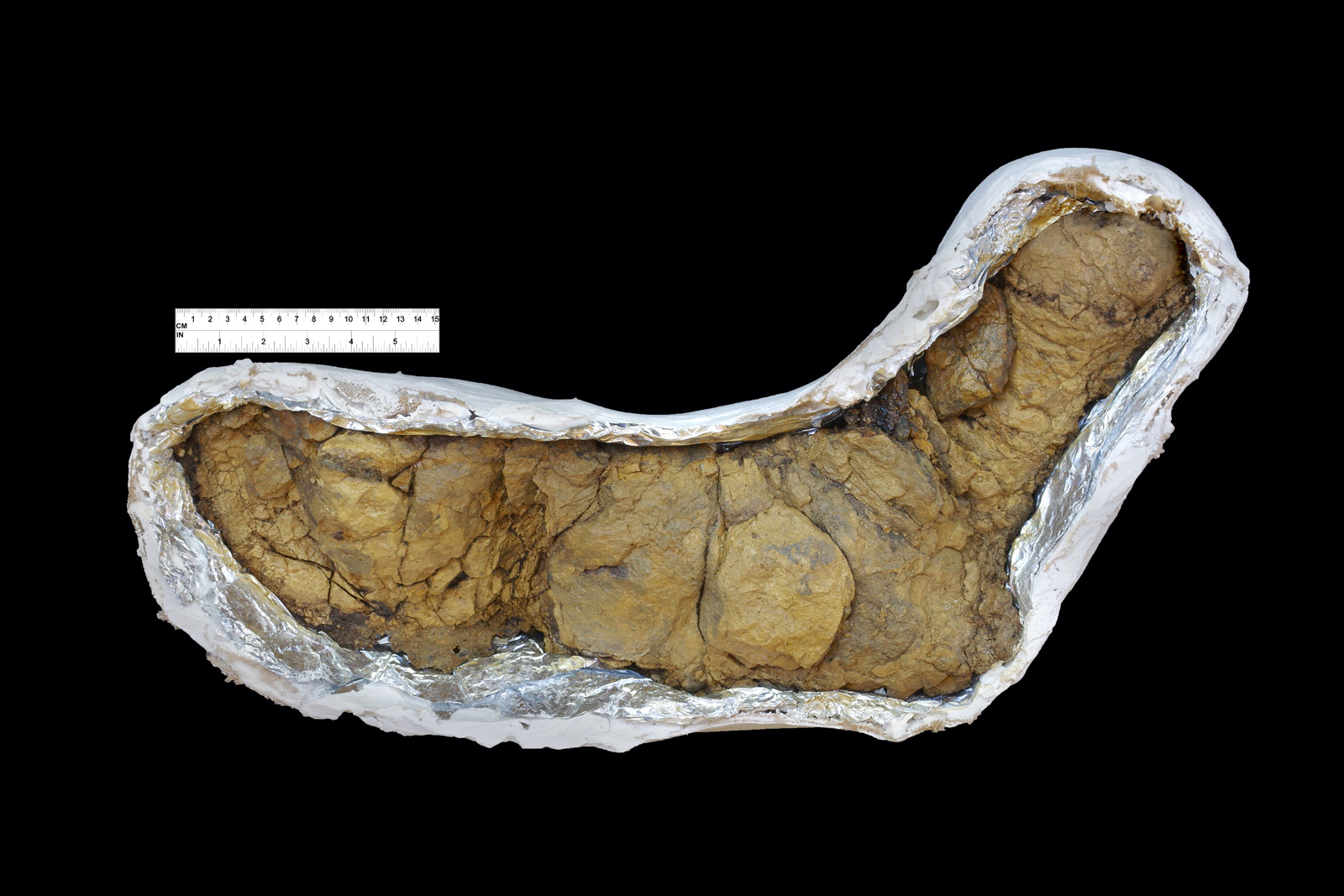
Barnum

Egy 2020. március 2-i mérés szerint egy ragadozó állatból származó koprolit 
hossza 62,5 cm (az íves központi tengelye mentén), legszélesebb része pedig 15,7 cm volt. 
Ezzel a hosszúsággal 2021-ben bekerült a Guinness Rekordok Könyvébe, mint az eddig talált legnagyobb húsevő állatból származó koprolit. Mérete, lelőhelye és főleg a lelet magas csonttartalma miatt, a tudósok Tyrannosaurustól származónak határozták meg a leletet. 
2019 nyarán egy Buffalóhoz közeli farmon találták (Dél-Dakota, USA). Barnumnak nevezték el, Barnum Brown amerikai őslénykutató után. (1902-ben Barnum Brown tárta fel az első Tyrannosaurus csontokat.)
A lelet jelenlegi tulajdonosa George Frandsen (USA) fosszíliagyűjtő.

## Vizsgálata
Más fosszíliákhoz hasonlóan a koprolitok eredeti összetételének nagy része is megváltozik az idők folyamán. Ásványi lerakódások váltják fel az eredeti tartalmat, legtöbbször kalcium-foszfát. 
Korábban a tudományt nem igazán érdekelték ezek a leletek (a 19. században Angliában például ipari bányászata is folyt, műtrágyaként használták magas foszfáttartalmuk miatt), pedig nagyon sok információval szolgálnak a paleontológusok számára.  
Az 1950-es évek óta vált fontos elemévé a tudományos vizsgálatoknak.
Kinyerni belőlük az őslénytani információkat nem egyszerű, sőt legtöbbször annak megállapítása is nagyon nehéz, hogy milyen élőlényből származnak. 
A legértékesebb és legritkább leletek természetesen azok, melyek a fosszilizálódott tetemek belében konzerválódtak, hiszen így pontosan meg lehetett határozni, hogy melyik élőlényhez tartoztak, valamint teljesen szennyezetlenek is maradtak.
Az ürülékek vizsgálata azért is nagyon fontos, mert számos olyan dolgot is meg lehet tudni belőle, amiket az élőlény más fosszilis maradványaiból nem. 
Abból, hogy mit evett, arra is lehet következtetni, hogy a környezetében milyen növények és állatok voltak megtalálhatóak. 
A koprolitokban rendkívül sokféle dolog megtalálható: csontok, fogak, szőrszálak, pikkelyek, kagyló- és tojáshéj darabok, rovarok, lárvák, növényi részek (legtöbbször magok), fadarabok, gombák, virágpor, keményítőszemcsék stb., valamint ősi DNS is. 
Az étrenden kívül az élőlény egészségére (vagy betegségére, bélparazitáira, atkáira), nemére (szteroidok révén) is választ lehet kapni.

## Képgaléria
|  |  |  |  |